# Свищево (Вадінський район)
Сви́щево (рос. Свищево) — присілок у складі Вадінського району Пензенської області, Росія.
Населення — 33 особи (2010; 40 у 2002).
Національний склад станом на 2002 рік:
- росіяни — 100 %